# ナツシマチョウジャゲンゲ
ナツシマチョウジャゲンゲ (Andriashevia natsushimae) は、条鰭綱、スズキ目、ゲンゲ亜目、ゲンゲ科、チョウジャゲンゲ属に分類される魚。

## 分布
とても珍種で今までに3例しかないが、水深800ｍから900ｍの海底にいることが確認されている。

## 形態
体長約15cm。
胸びれと腹びれを持たず、鱗は皮膚の下に埋まっている。

## 生体
見つかった例が少なく、詳しいことはわかっていない。